# Усорица
Усорица је дужа саставица ријеке Мале Усоре. Настаје спајањем Велике и Мале Усорице у атару прибинићког засеока Липовчићи. Дуга је 7,9 километара. Са Великом Остружњом се спаја на локалитету Врана стијена на подручју насеља Прибинић у сјеверезопадном подножју планине Борје. Има укупно 20 притока.

## Одлике
Настаје на надморској висини од 450 метара, а са Великом Остружњом се спаја на надморској висини од 330 метара. Средњи пад терена је 1,5%, а укупан пад од извора до ушћа износи 120 метара. У свом горњем току протиче кроз брдовите предјеле а у доњем кроз равницу.

## Саставице

### Велика Усорица
Велика Усорица настаје на 705 метара надморске висине испод Савиног виса.

### Мала Усорица
Мала Усорица настаје на 568 метара надморске висине на локалитету Осредњак.